# 阿图尔·阿蒙森
阿图尔·阿蒙森（挪威語：Arthur Amundsen，1886年3月22日—1936年2月25日），挪威男子竞技体操运动员。他曾获得1908年夏季奥运会男子团体全能银牌和1912年夏季奥运会男子团体瑞典体操铜牌。